# Landesliga Niedersachsen 1973/74
Die Saison 1973/74 der Landesliga Niedersachsen war die 25. Saison der höchsten niedersächsischen Amateurliga im Fußball. Sie war die zehnte unter der Bezeichnung Landesliga und nahm damals die dritthöchste Ebene im deutschen Ligensystem ein. Meister wurde die SpVgg Preußen Hameln. Neben Hameln qualifizierte sich die SpVgg Bad Pyrmont und der SV Union Salzgitter für die neu geschaffene Oberliga Nord. Die Amateure von Hannover 96 nahmen an der Qualifikation zur Oberliga Nord teil, wo die Mannschaft jedoch scheiterte.
Der Abstieg aus der Landesliga wurde in der Saison 1973/74 ausgesetzt. Aus den Verbandsligen stiegen der TSV Helmstedt, der TuS Lingen und der Wolfenbütteler SV auf. Die Landesliga Niedersachsen war durch die Einführung der Oberliga Nord ab der Saison 1974/75 nur noch viertklassig.

## Tabelle
| Pl.               | Verein                     | Sp. | S  | U  | N  | Tore    | Diff. | Punkte |
| ----------------- | -------------------------- | --- | -- | -- | -- | ------- | ----- | ------ |
| 1.                | SpVgg Preußen Hameln       | 30  | 19 | 7  | 4  | 056:260 | +30   | 45:15  |
| 2.                | SpVgg Bad Pyrmont (N)      | 30  | 19 | 6  | 5  | 055:310 | +24   | 44:16  |
| 3.                | SV Union Salzgitter        | 30  | 15 | 9  | 6  | 053:330 | +20   | 39:21  |
| 4.                | Hannover 96 Am.            | 30  | 15 | 7  | 8  | 061:380 | +23   | 37:23  |
| 5.                | TuS Celle (A)              | 30  | 16 | 3  | 11 | 061:390 | +22   | 35:25  |
| 6.                | Eintracht Nordhorn         | 30  | 14 | 6  | 10 | 045:220 | +23   | 34:26  |
| 7.                | Eintracht Braunschweig Am. | 30  | 12 | 8  | 10 | 055:360 | +19   | 32:28  |
| 8.                | VfB Peine                  | 30  | 11 | 8  | 11 | 040:380 | +2    | 30:30  |
| 9.                | Teutonia Uelzen            | 30  | 10 | 9  | 11 | 042:490 | −7    | 29:31  |
| 10.               | Sportfreunde Salzgitter    | 30  | 8  | 12 | 10 | 035:460 | −11   | 28:32  |
| 11.               | Leu Braunschweig (A)       | 30  | 11 | 5  | 14 | 049:500 | −1    | 27:33  |
| 12.               | FC Schöningen 08           | 30  | 9  | 6  | 15 | 043:690 | −26   | 24:36  |
| 13.               | FC Schüttorf 09 (N)        | 30  | 8  | 6  | 16 | 041:570 | −16   | 22:38  |
| 14.               | VfL Oldenburg              | 30  | 6  | 8  | 16 | 037:600 | −23   | 20:40  |
| 15.               | Hannoverscher SC           | 30  | 7  | 6  | 17 | 030:590 | −29   | 20:40  |
| 16.               | TuS Haste 01               | 30  | 6  | 2  | 22 | 030:800 | −50   | 14:46  |
| Stand: Saisonende |                            |     |    |    |    |         |       |        |

| (A) | Absteiger aus der Regionalliga Nord 1972/73           |
| (N) | Aufsteiger aus der Verbandsliga Niedersachsen 1972/73 |

## Aufstiegsrunde zur Landesliga
Die vier Meister und Vizemeister der Verbandsligen ermittelten im Ligasystem drei Aufsteiger in die Landesliga. Die beiden Gruppensieger steigen auf, während die Vizemeister ein Entscheidungsspiel bestritten.

### Gruppe A
| Pl.               | Verein                                               | Sp. | S | U | N | Tore    | Diff. | Punkte |
| ----------------- | ---------------------------------------------------- | --- | - | - | - | ------- | ----- | ------ |
| 1.                | TSV Helmstedt (Meister der Verbandsliga Ost)         | 6   | 5 | 1 | 0 | 014:400 | +10   | 11:10  |
| 2.                | Grün-Weiß Mühlen (Vizemeister der Verbandsliga West) | 6   | 3 | 1 | 2 | 012:100 | +2    | 07:50  |
| 3.                | VfB Northeim (Meister der Verbandsliga Süd)          | 6   | 2 | 0 | 4 | 011:160 | −5    | 04:80  |
| 4.                | VfL Brake (Vizemeister der Verbandsliga Nord)        | 6   | 1 | 0 | 5 | 011:180 | −7    | 02:10  |
| Stand: Saisonende |                                                      |     |   |   |   |         |       |        |

### Gruppe B
| Pl.               | Verein                                                     | Sp. | S | U | N | Tore    | Diff. | Punkte |
| ----------------- | ---------------------------------------------------------- | --- | - | - | - | ------- | ----- | ------ |
| 1.                | TuS Lingen (Meister der Verbandsliga West)                 | 6   | 2 | 3 | 1 | 014:800 | +6    | 07:50  |
| 2.                | Wolfenbütteler SV (Vizemeister der Verbandsliga Ost)       | 6   | 3 | 1 | 2 | 010:100 | ±0    | 07:50  |
| 3.                | VfR Osterode 08 (Vizemeister der Verbandsliga Süd)         | 6   | 3 | 1 | 2 | 015:120 | +3    | 07:50  |
| 4.                | 1. FC Osterholz-Scharmbeck (Meister der Verbandsliga Nord) | 6   | 1 | 1 | 4 | 007:160 | −9    | 03:90  |
| Stand: Saisonende |                                                            |     |   |   |   |         |       |        |

Entscheidungsspiele um Platz eins
Die punktgleichen Mannschaften aus Lingen, Wolfenbütte und Osterode mussten in zwei Entscheidungsspielen den Sieger der Gruppe B ermittelt. Die Teilnehmer der jeweiligen Spiele wurden per Losentscheid ermittelt. Das erste Spiel fand am 12. Juni 1974 in Hameln statt. Lingen gewann das Spiel und stieg direkt auf.
|            | Ergebnis |                   |
| ---------- | -------- | ----------------- |
| TuS Lingen | 1:0      | Wolfenbütteler SV |

Nun mussten Wolfenbüttel und Osterode am 17. Juni 1974 in Bad Harzburg den Gruppenzweiten ermitteln. Wolfenbüttel gewann nach Verlängerung und erreichte damit das Entscheidungsspiel um den dritten Aufsteiger. 
|                   | Ergebnis  |                 |
| ----------------- | --------- | --------------- |
| Wolfenbütteler SV | 6:2 n. V. | VfR Osterode 08 |

### Entscheidungsspiel um den dritten Aufsteiger
Am 23. Juni 1974 ermittelten die beiden Gruppenzweiten in Hannover-Misburg den dritten Aufsteiger in die Landesliga Niedersachsen 1974/75.
|                   | Ergebnis |                  |
| ----------------- | -------- | ---------------- |
| Wolfenbütteler SV | 4:2      | Grün-Weiß Mühlen |